# ええじゃないか。
『新・ええじゃないか』は、2023年4月3日から三重テレビで放送される紀行番組である。
2007年4月4日から2021年3月29日までは『ええじゃないか。』として放送されていた。
一部の独立局で放送されており、インターローカルTVやテレビ愛知でも放送されたことがある。
アナログ放送時代は、16:9レターボックスサイズでの放送を実施していたが、4:3サイドカットで放送していた時期（2007年10月 - 2010年3月）もあった。

## 番組概要

### 第1シリーズ（第1シーズン、2007年度）
江戸時代の末期、「おかげ参り」を済ませ、参堂脇の茶屋で一息ついていた「弥次郎兵衛」（弥次さん）と「喜多八」（喜多さん）の2人が、時代を超えて現代の伊勢路に現れた。しかも気がつけば「ええじゃないか」と染め抜かれたのぼりを背に、三重県の魅力を全国に伝えなければならないという使命を受ける。その使命を受けた2人は、日本橋（東京都）を振り出しに旧東海道の町並みを、その土地の人々に三重県の自慢を3択問題（『三重自慢クイズ』）にて出題するなどして歴史や文化を体感しながら三重の魅力を伝える。

### 第2シリーズ『弥次喜多おかげ旅』（第2シーズン、2008年度）
1年間を掛けて東海道をたどり、お伊勢参りを果たした弥次さん・喜多さんは伊勢神宮の程近くにある長屋でのんびりと暮らしていた。そこにくノ一・お敬が現れ、お敬の師匠の独断により2人は「三重の魅力普及委員会」の会長とその部下に任ぜられる。師匠の目的である三重の魅力を伝え、全国にある三重と関わりのある町を再発見するため、併せて指令を紐解きながら2人の旅が再び始まった。
同シリーズでは週替わりで旅先で見つけた逸品を、月替わりで商品券（旅行券）をそれぞれ視聴者プレゼントにしていた。

### 第3シリーズ『平成弥次さん出会い旅』（第3シーズン、2009年度）
東海道中膝栗毛でおなじみの「弥次郎兵衛」（弥次さん）と「喜多八」（喜多さん）。実は、その2人の個性を受け継ぐ子孫の1人が三重のとある街にいた。彼の名は八代目・弥次郎兵衛ことカメラマン堀口文宏。彼には、ご先祖様の相方であった喜多さんの子孫を探し出し、平成の弥次喜多として再びお伊勢参りをするという夢がある。喜多さんの似顔絵に似た喜多さんの子孫と思しき人物の目撃情報を仕入れた、くノ一の子孫で堀口のカメラアシスタントでもある大西敬子とともに、平成の弥次さんによる平成の喜多さんを探す旅が始まった。
同シリーズでは毎週、商品券（旅行券）を視聴者にプレゼントしていた。

### 第4シリーズ『撮って出し!平成弥次さん取材旅』（2010年度 - 2014年度）

#### 第1期（第4シーズン、2010年4月 - 2011年3月）
伊勢神宮のお膝元にある旅行雑誌社「週刊ええじゃないか。」。カメラマンと取材記者、普段からコンビで取材に出掛けている事からの様相を呈していた。そこで男性カメラマンは「弥次さん」、女性記者は「喜多子」といつしかニックネームで呼ばれるようになる。その2人が三重県や東名阪の各地を取材しながら、旅を繰り広げる。

#### 第2期 - 第4期（第5シーズン、2011年4月 - 2015年3月）
賑やかさの変わらない、お伊勢さん。写真コンテストの入賞を目指して、最高の一枚を求めて写真を撮り続ける、カメラマンの弥次。一方で最高のネタを探し求める、ライターの喜多子。2人はコンビを組んで、三重県や東名阪の各地へと取材旅行に向かうのだった。
前シリーズに引き続き毎週、商品券（旅行券）を視聴者にプレゼントしている。

### 第5シリーズ『おかげ旅行社 ええ旅ツアー』 （第6シーズン、2015年度 - 2018年度）
堀口と萩がツアーコンダクターを務める「おかげ旅行社」、ええ旅プランを求めてリサーチ旅。MC陣はこれまでの「弥次さん・喜多子さん」のスタイルではなく、それぞれ本名で出演する。お互いの事を「堀さん」「萩ちゃん」と呼び合っている。
堀口は2009年度から、萩は2007年度に初回のゲスト出演した後に時を経て2012年度からレギュラーとして長年活躍してきたが本シリーズを以て番組を卒業した。

### 第6シリーズ『ええじゃないか。ふれあいたっぷり旅』 （第7シーズン、2019年度 - 2020年度）
三重県名張市出身のチャンカワイと津市出身の松島史奈が三重県や関西エリアを旅します。観光地の魅力だけでなく、道中で出会う人々の優しさや情けにふれるハートフルな旅番組。
松島はチャンの事を「チャンさん」と呼んでいる。一方チャンは松島に「まっちゃん」で良い？と問いかけたら、良いですよと答えたのでそう呼んでいる。
2021年3月29日放送をもって、14年間の放送に幕を閉じた。

### 第7シリーズ『新・ええじゃないか～いい旅いい発見～』 （第8シーズン、2023年度 - ）
2023年4月3日より2年ぶりに｢新・ええじゃないか｣とタイトルをマイナーチェンジして復活。チャンカワイは第6シリーズから引き続き続投し、新アシスタントは池山智瑛が担当する。

## ミニコーナー
放送日は三重テレビ基準。
みえじゃないか。
2007年4月 - 2008年3月。大西敬子と西山千代が毎回三重県内の観光地（1か所）を紹介。
（コーナー名称不明）
2010年4月 - 2011年。神々がまつられている、伊勢神宮（正宮）とその別宮・摂社・末社の計125社の中から、毎回1か所を紹介。コーナー終盤ではその社の所在地も公開していた。
伊勢マスターへの道
2010年10月27日 - 2011年3月。番組プロデューサーからの提言により、弥次さん（堀口）が来年度以降の出演継続をかけて「検定お伊勢さん」に挑む様子を紹介。
年度末の総集編において合格発表が行われ、弥次さんは見事合格を果たして出演継続が決定した。
おかげ犬が行く 三重の街道とことこ旅
2011年4月 - 2012年3月。現代によみがえった「おかげ犬」が、伊勢街道を犬の視点で、のんびりと巡る。
丸山千枚田で美味しいお米を作ろう!!
2011年4月 - 2012年3月。番組プロデューサーからの提言により、弥次さん（堀口）の「検定お伊勢さん」合格記念として祝賀会を催すことになった。それに必要なご馳走「ごはん（米）」を作るために丸山千枚田のオーナーとなり、稲作に挑む様子を紹介する。進捗状況は番組公式サイト内「丸山千枚田プロジェクト」でも随時紹介していた。年度末の総集編では弥次さんの手により、その米と三重県の食材を用いて作られた料理がスタッフらに振る舞われた。
遷宮 常若ものがたり
2012年4月 - 。伊勢神宮で20年に一度行われる神宮式年遷宮。翌年（2013年）の第62回式年遷宮に向け、それに関連した祭典や行事を毎回1つずつ紹介している。
目指せ!プロカメラマン
2012年8月 - 。番組プロデューサーからの提言により、番組オリジナル本の発売を目標に弥次さん（堀口）が第一線で活躍するプロのカメラマン指導下で、それになるための撮影技術を磨いていく様子を紹介する。進捗状況は、番組公式サイト内「目指せ!プロカメラマン」でも随時紹介している。

## キャスト

### 出演者
- チャンカワイ（Wエンジン）
- 池山智瑛
- 林優花（ナレーター）
- 独立UHF各局（奈良テレビ除く）の女性アナウンサー[注 5] - 遠藤奈美（KBS京都）、荒木優里 （当時テレビ埼玉）ほか。

### 過去の出演者
- 藤元英樹 - 弥次郎兵衛役で出演（第1・2シリーズ）。
- たなかつとむ - 喜多八役で出演（第1・2シリーズ）。
- 大西敬子 - 『みえじゃないか。』リポーター（第1シリーズ）やくノ一・お敬役（第2シリーズ）、アシスタント役（第3シリーズ）でそれぞれ出演。第1シリーズでは三重県内のリポートのみで、第2シリーズでは県外ロケの回は不参加であったが、第3シリーズでは初めて県外ロケにも登場した[注 6]。
- 西山千代 - 『みえじゃないか。』リポーターとして出演（2007年10月 - 2008年3月）。2008年12月24日放送分（三重テレビ・テレビ神奈川基準）でも再登場した。
- 多田えりか - （第4シリーズ第1・第2期）記者・喜多子（喜多さん）役で出演。
- 堀口文宏[注 7]（あさりど） - （第3〜第5シリーズ）2014年度まではカメラマン・弥次さん[注 8]、2015年度から「おかげ旅行社」ツアーコンダクター・堀口文宏として出演。
- 萩美香（2007年度ミス日本グランプリ。三重県出身） - （第4シリーズ第3期・第5シリーズ）ミス日本時代に第1シリーズ第1回にもゲスト出演。その後、2012年4月より2014年度まで記者・喜多子（喜多さん）、2015年度から2018年度まで「おかげ旅行社」ツアーコンダクター・萩美香として出演。[2][3]
- 松島史奈（第6シリーズ）

### ゲスト出演者
- 松村邦洋（第1シリーズ）[注 9]
- 神奈月（第3・第4シリーズ）
- 川本成（あさりど）（第4シリーズ第1・第2・第4期、第5シリーズ）
- モハメド・ヨネ（第4シリーズ第2期）
- ホリ（第4シリーズ第3期）
- やす（ずん）（第4シリーズ第4期）
- えとう窓口（Wエンジン）（第6シリーズ）

## ナレーター
- 林優花（第7シリーズ）

### 過去のナレーター
- 遠松未来 - 第1シリーズでは弥次喜多パートのナレーション（2007年4月 - 2008年3月）を、第2シリーズでは全編のナレーション（2008年4月 - 2009年3月）をそれぞれ担当。
- 米山伸五 - 『みえじゃないか。』パートのナレーションを担当（2007年4月 - 2008年3月）。
- 石原ゆきこ（第3シリーズ- 第5シリーズ）
- 原田菜美（第6シリーズ）

## ネット局

### 第7シリーズのネット局
このうち、テレビ埼玉・サンテレビジョンは野球中継等の自社制作番組の影響で欠番扱いになることがあり、千葉テレビ放送は毎月第4日曜に千葉県内のJリーグ応援番組を放送する都合上欠番扱いになる。
| 放送地域 | 放送局                  | 放送日時                                         | 放送系列 | 放送期間        | 備考       |
| -------- | ----------------------- | ------------------------------------------------ | -------- | --------------- | ---------- |
| 三重県   | 三重テレビ放送（MTV）   | 月曜 19:00 - 19:55（再放送：土曜 12:00 - 12:55） | 独立協   | 2023年4月3日 -  | 番組制作局 |
| 奈良県   | 奈良テレビ放送（TVN）   | 木曜 8:30 - 9:25                                 | 独立協   | 2023年4月6日 -  |            |
| 埼玉県   | テレビ埼玉（TVS）       | 金曜 19:05 - 20:00                               | 独立協   | 2023年4月7日 -  |            |
| 栃木県   | とちぎテレビ（GYT）     | 土曜 14:00 - 14:55                               | 独立協   | 2023年4月8日 -  |            |
| 群馬県   | 群馬テレビ（GTV）       | 土曜 20:00 - 20:55                               | 独立協   | 2023年4月8日 -  |            |
| 兵庫県   | サンテレビジョン（SUN） | 日曜 14:00 - 14:55                               | 独立協   | 2023年4月9日 -  |            |
| 神奈川県 | テレビ神奈川（tvk）     | 月曜 19:00 - 19:55                               | 独立協   | 2023年4月10日 - |            |
| 京都府   | 京都放送（KBS）         | 火曜 22:00 - 22:55                               | 独立協   | 2023年4月11日 - |            |
| 千葉県   | 千葉テレビ放送（CTC）   | 日曜 19:00 - 19:55 （毎月第4日曜は休止）         | 独立協   | 2023年4月16日 - |            |
| 岐阜県   | 岐阜放送（GBS）         | 日曜 22:30 - 23:25                               | 独立協   | 2023年4月20日 - |            |

### 第6シリーズまでのネット局
2017年4月現在の放送局を示している。2013年10月よりとちぎテレビでのネットが復活し（2010年4月 - 2011年3月の1年間放送以来）、東名阪ネット6加盟6局と、岐阜放送・奈良テレビ放送・とちぎテレビの9局ネットとなった。千葉テレビ放送・テレビ神奈川は上記の通り自社制作の野球中継の影響などで欠番扱いになることがある。
| 放送地域 | 放送局           | 放送日時                                          | 放送系列 | 備考       |
| -------- | ---------------- | ------------------------------------------------- | -------- | ---------- |
| 三重県   | 三重テレビ放送   | 月曜 19:00 - 19:55 （再放送：土曜 10:05 - 11:00） | 独立協   | 番組制作局 |
| 岐阜県   | 岐阜放送         | 月曜 19:00 - 19:54                                | 独立協   | 同時ネット |
| 奈良県   | 奈良テレビ放送   | 木曜 8:30 - 9:25                                  | 独立協   | 3日遅れ    |
| 千葉県   | 千葉テレビ放送   | 木曜 19:00 - 19:55                                | 独立協   | 3日遅れ    |
| 神奈川県 | テレビ神奈川     | 金曜 20:00 - 20:55                                | 独立協   | 4日遅れ    |
| 兵庫県   | サンテレビジョン | 土曜 13:05 - 14:00                                | 独立協   | 5日遅れ    |
| 栃木県   | とちぎテレビ     | 土曜 14:00 - 14:55                                | 独立協   | 5日遅れ    |
| 埼玉県   | テレビ埼玉       | 日曜 16:00 - 16:55                                | 独立協   | 6日遅れ    |
| 京都府   | 京都放送         | 木曜19:00 - 19:55                                 | 独立協   | 3日遅れ    |

### インターネット配信
- 第6シリーズまではGYAO!の「バラエティ」-「その地域でしか見られないご当地番組」で三重テレビの放送から約2週間後に無料見逃し配信が開始され、過去分も見れた。第7シリーズは番組公式サイトで放送終了後配信していたがTVerでの配信をリンクする形となった

### 過去のネット局
- テレビ愛知（テレビ東京系列、2010年1月8日 - 2010年3月）[注 15]
- インターローカルTV（CS放送、2008年2月 - 2010年9月）

## スタッフ
- 構成 - 梅澤ヒロシ、福島弘子
- 撮影 - 井上太一、加藤千騎、スクラッチ（第7シリーズ）
- 音声 -
- MA - 河野剛
- 編集 - 岩月由和
- テーマ曲 - 『ふれあってええじゃないか！』（たなかつとむ）（第6シリーズまで）
- オープニング写真 - 堀勝志古
- オープニング写真協力 - 松原豊、（第7シリーズ）、伊勢志摩観光コンベンション機構（第7シリーズ）
- 協力 - 三重県、近鉄、JR東海（第6シリーズまで）、伊勢市（第6シリーズまで）、鳥羽市（第6シリーズまで）、志摩市、（第6シリーズまで）南伊勢町、伊勢志摩観光コンベンション機構（第6シリーズまで）、三重県観光連盟（第6シリーズまで）
- 広報 - 山鹿克己（三重テレビ・第6シリーズまで）、深田和恵（三重テレビ・第7シリーズ）
- デスク - 深田和恵（三重テレビ・第6シリーズまで）、山鹿克巳（三重テレビ・第7シリーズ）
- AD - 中間浩人、 深沢和実（第7シリーズ）、
- ディレクター - 布目裕貴、渡邉麻実、難波希、ミツクデケンジ
- プロデューサー - 小川秀幸（三重テレビ）、渡辺茂幸（TAKE'S）
- 製作協力 - TAKE'S
- 製作・著作 - 三重テレビ放送

## 備考
- 三重テレビの2006年の年越しローカル番組に、この番組の出演者の藤元とたなかが旅の衣装のまま出演した。
- 2007年2月27日に、この番組のパイロット版が三重テレビローカルで放送された。
- 第1回目が放送された2007年4月4日、三重テレビではこの回に限り85分編成の特別編が放送された（通常は55分番組）。この特別編では日本橋のほか、東海道の終着地である三条大橋のある京都をお笑いコンビのアジアンが紹介した。なお、その他の放送局ではパイロット版を再編集したものが放送された。
- 2012年6月には、この番組の特別編である『夏休み 家族で行こう! 伊勢志摩ええじゃないか。ナビ』を、当時ネットしていた全7局で特別番組の扱いで、通常の当番組の時間枠とは別に放送。この回に限り近鉄の一社提供となり、千葉テレビ放送・テレビ埼玉など関東のネット局でも近鉄のCMが放送され、近鉄で発売している伊勢・鳥羽・志摩スーパーパスポート まわりゃんせが視聴者プレゼントともなった。千葉テレビ放送での2012年6月9日放送当日の『熱血BO-SO TV』に堀口が生出演し、7分程度の宣伝コーナーが設けられた。堀口は2010年12月4日にも当番組の宣伝で『熱血BO-SO TV』に生出演している。